# Рейфорд (Флорида)
Рейфорд (англ. Raiford) — місто (англ. town) в США, в окрузі Юніон штату Флорида. Населення — 224 особи (2020).

## Географія
Рейфорд розташований за координатами 30°3′50″ пн. ш. 82°14′28″ зх. д. / 30.06389° пн. ш. 82.24111° зх. д. (30.063868, -82.241111).  За даними Бюро перепису населення США в 2010 році місто мало площу 1,48 км², з яких 1,48 км² — суходіл та 0,00 км² — водойми.

## Демографія
Згідно з переписом 2010 року, у місті мешкало 255 осіб у 93 домогосподарствах у складі 69 родин. Густота населення становила 172 особи/км².  Було 101 помешкання (68/км²).
Расовий склад населення:
| - 81,2 % — білих - 14,5 % — чорних або афроамериканців - 1,6 % — азіатів - 1,2 % — корінних американців |

До двох чи більше рас належало 1,6 %. Частка іспаномовних становила 2,7 % від усіх жителів.
За віковим діапазоном населення розподілялося таким чином: 29,4 % — особи молодші 18 років, 61,2 % — особи у віці 18—64 років, 9,4 % — особи у віці 65 років та старші. Медіана віку мешканця становила 34,5 року. На 100 осіб жіночої статі у місті припадало 96,2 чоловіків;  на 100 жінок у віці від 18 років та старших — 97,8 чоловіків також старших 18 років.
Середній дохід на одне домашнє господарство  становив 35 291 долар США (медіана — 26 771), а середній дохід на одну сім'ю — 39 679 доларів (медіана — 27 361). За межею бідності перебувало 32,2 % осіб, у тому числі 34,6 % дітей у віці до 18 років та 15,0 % осіб у віці 65 років та старших.
Цивільне працевлаштоване населення становило 40 осіб. Основні галузі зайнятості: роздрібна торгівля — 25,0 %, публічна адміністрація — 20,0 %, освіта, охорона здоров'я та соціальна допомога — 15,0 %.